# Cotycuara albomarginata
Cotycuara albomarginata là một loài bọ cánh cứng trong họ Cerambycidae.